# Корнієвський Олександр Анатолійович
Олександр Анатолійович Корнієвський (нар. 17 червня 1959 р., м. Чернігів, Українська РСР) — український історик і політолог, доктор політичних наук (2011), професор (2016), Заслужений діяч науки і техніки України (2013 р.).

## Життєпис
Народився 17 червня 1959 р. в  м. Чернігові.
Після закінчення у 1976 р. Чернігівської загальноосвітньої середньої школи № 3 навчався на історичному факультеті Чернігівського державного педагогічного інституту імені Т. Г. Шевченка (теперішня назва: Національний університет «Чернігівський колегіум» імені Т. Г. Шевченка). Після його закінчення (з відзнакою) працював учителем історії Кархівської восьмирічної школи Чернігівського району Чернігівської області.  
З квітня 1982 р. по листопад 1990 р. — перебував на комсомольській роботі (Чернігівській обласний комітет ЛКСМУ, Центральний Комітет ЛКСМУ), під час якої був призваний на строкову армійську службу (травень 1983 р. — листопад 1984 р.). 
Після проголошення незалежності України Корнієвський О. А. працював спеціалістом І категорії, провідним спеціалістом Міністерства України у справах молоді і спорту; старшим науковим співробітником, завідувачем лабораторії з проблем молодіжного руху, завідувачем лабораторії політичного аналізу та прогнозування Українського НДІ проблем молоді (з жовтня 1997 р. — Український інститут соціальних досліджень); головним консультантом Аналітичної служби Апарату РНБО України; головним консультантом відділу аналізу внутрішніх процесів в Російській Федерації, державним експертом відділу глобальної безпеки та європейської інтеграції Національного інституту проблем міжнародної безпеки (до квітня 2001 р. — Національний інститут українсько-російських відносин).
З липня 2010 р. працює у Національному інституті стратегічних досліджень (завідувач сектору громадянського суспільства відділу політичних стратегій, завідувач відділу стратегій розвитку громадянського суспільства, завідувач сектору громадянського суспільства відділу розвитку політичної системи). Із квітня 2016 року — головний науковий співробітник НІСД. 
Перебуваючи на різних посадах в державних науково-дослідних установах, Корнієвський О. А. брав активну участь у підготовці щорічних (2006, 2010—2018 років) послань Президента України до Верховної Ради України, щорічних доповідей Президентові України, Верховній Раді України, Кабінету Міністрів України «Про становище молоді в Україні», нової редакції Стратегії національної безпеки України «Україна у світі, що змінюється», розробці Стратегії розвитку державної молодіжної політики до 2020 року, Стратегії державної політики сприяння розвитку громадянського суспільства в Україні (затверджена Указом Президента України від 24 березня 2012 р. № 212/2012), підготовці щорічних доповідей про стан розвитку громадянського суспільства в Україні у 2012—2024 рр. (відповідно до указів Президента України від 25 січня 2012 р. № 32/2012; від 26 лютого 2016 р. № 68/2016; від 7 вересня 2021 р. № 487/2021). 
За сумісництвом у 1996—2016 рр. працював у Київському національному університеті культури і мистецтв, читав курси лекції з навчальних дисциплін «Політологія», «Історія української культури». З вересня 2018 р. - професор кафедри політичних наук і права Київського національного університету будівництва і архітектури (проведення лекцій та практичних занять з навчальних дисциплін "Політологія", "Загальна теорія політики", "Громадянське суспільство"). 
За сумлінну працю із забезпечення аналітичного супроводу державної політики національної безпеки нагороджений Почесною відзнакою Апарату Ради національної безпеки і оборони України ІІІ ступеня (розпорядження Секретаря РНБО України від 7 серпня 2009 р. № 541).

## Науково-дослідна робота
Під час навчання в Чернігівському державному педагогічному інституті імені Т. Г. Шевченка активно долучався до науково-дослідницької роботи, участі в наукових конференціях і семінарах. Дипломна робота Корнієвського О. А. була присвячена участі молоді Чернігівщини в революційних подіях 1905—1907 рр. й відзначена у 1980 р. дипломом першого ступеня переможця всеукраїнського конкурсу студентських робіт з суспільних наук (серед організаторів конкурсу — Міністерство вищої і середньої спеціальної освіти УРСР). 
Початок навчання в аспірантурі Київського інституту політології і соціального управління майже співпав з публікацією у журналі «Філософська і соціологічна думка» (1990; № 12) статті «Актуальні проблеми історії України на шпальтах „неофіційної“ преси», що стосувалося тих видань, які були не зареєстровані відповідно до визначеного на той час законом порядку (станом на липень 1990 р. в Україні видавалося не менше 70 назв періодичних видань нових суспільних рухів, політичних партій, громадських організацій).  
Кандидатську дисертацію Корнієвського О. А. «Молодіжний рух в новітній історії України (друга половина 80-х — початок 90-х років)», яка була захищена у 1993 р. в Київському університеті імені Тараса Шевченка, можна вважати першоджерелом з дослідження українського молодіжного руху на зламі 80-90-х рр. ХХ ст., адже до її написання був залучений широкий масив нормативних і виконавчих документів з поточної (на той час) діяльності молодіжних громадських об'єднань (СНУМ/СУМ, Студентське братство, Українська Студентська Спілка, Союз Українського Студентства, Спілка Націоналістичної Української Молоді та інші), про деякі факти їхньої діяльності у цей період можна довідатися лише з цієї дисертації. Частина документів та усі зібрані Корнієвським О. А. видання українського самвидаву другої половини 1980-х — початку 1990-х рр.. були передані на зберігання до Національного державного архіву громадських об'єднань України.  
2011 року в Національному педагогічному університеті імені М. П. Драгоманова Корнієвським О. А. була захищена докторська дисертація на тему: «Громадські об'єднання у системі національної безпеки України». Таким чином, започатковано новий науковий підхід у дослідженні громадянського виміру національної безпеки держави, за яким різні асоціативні (неоформлені організаційно) та інституційні практики громадської самоорганізації розглядаються як чинники впливу на політику національної безпеки. 
Корнієвський О. А. був членом спеціалізованої вченої ради у Національному інституті стратегічних досліджень із захисту кандидатських і докторських дисертацій на здобуття наукового ступеню за спеціальністю 21.01.01 — основи національної безпеки держави (політичні науки); входив до складу редакційної колегії науково-аналітичного щоквартального збірника НІСД «Стратегічні пріоритети» (фахове видання з економічних, філософських та політичних наук), щоквартального науково-практичного журналу НІСД «Стратегічна панорама», щоквартального збірнику «Публічне Урядування. Public management» (наукове видання; засновники: Всеукраїнська асамблея докторів наук з державного управління, МАУП), наукового збірника “Просторовий розвиток” (засновник і видавець: КНУБА) . 
Корнієвський О. А. — автор і співавтор понад 180 наукових публікацій. Був членом редакційної колегії науково-популярних видань енциклопедичного характеру «Україна — Європа: хронологія розвитку» (2008—2011), «Україна і Світ» (2009—2011). У творчому науковому доробку — монографія «Громадські об'єднання у системі національної безпеки держави» (2010), навчальний посібник «Становлення і розвиток державності та громадянського суспільства в Україні» (2015), розділи з проблематики громадянського суспільства у колективній монографії «Концептуальні засади управління суспільним розвитком» (2013); навчальних посібниках «Пріоритетні напрями підвищення ефективності політики національної безпеки» (2013), «Громадянське суспільство в Україні: становлення та розвиток» (2015), «Глобалізація та управління суспільними процесами» (2016), «Основи громадянського суспільства та політичних знань» (2023) та ін. 
За вагомі здобутки у дослідженні і науковому обґрунтуванні стратегічних пріоритетів розвитку держави, особистий внесок у зміцнення творчої співпраці з науковими колективами Національної Академії Наук України та плідну високопрофесійну роботу нагороджений Почесною грамотою Президії НАН України (28 березня 2012 р.).
Основні праці
 1. Корнієвський О. А. Актуальні проблеми історії України на шпальтах «неофіційної преси». Філософська і соціологічна думка. 1990. № 12. С. 3-12.
2. Головенько В. А., Корнієвський О. А. Український молодіжний рух: історія та сьогодення. Київ: Наукова думка, 1994. 110 с.
3.  Корнієвський О. А., Якушик В. М. Молодіжний рух та політичні об’єднання в сучасній Україні : [монографія]. Київ: Київське братство, 1997. 132 с.
4. Корнієвський О. А. Мережева громадська самоорганізація та її вплив на державне управління в умовах глобалізації. Незалежність України в глобалізованому світі: вектори ХХІ століття: зб. матеріалів міжн. наук. конф. (Київ, 22 серп. 2011 р.). Київ: НІСД, 2011. С. 36-46.
5. Корнієвський О. А. Стратегічні пріоритети інституціонального забезпечення державно-громадської взаємодії в сучасній Україні. Наукові записки Інституту політичних і етнонаціональних досліджень ім. І. Ф. Кураса НАН України. 2014.№ 3. С. 148—158.
6. Корнієвський О. А. Становлення і розвиток державності та громадянського суспільства в Україні: Навч. посібник. Чернігів: Освітній центр, 2015.  260 с.
7. Корнієвський О. А. Історичний нарис становлення та розвитку громадянського суспільства на теренах України ; Розвиток вітчизняного громадянського суспільства на початку ХХІ ст. Громадянське суспільство в Україні: становлення та розвиток: Навч. посібник / кол. авт.: Михненко А. М., Кравченко С. О., Пантелейчук І. В. та ін. Київ : УкрСІЧ, 2015. С. 27-37; 246-255.
8. Корнієвський О. А. Волонтерський рух в Україні: становлення і розвиток в контексті світового досвіду. Стратегія соціально-економічного розвитку України. Зб. наук. праць / за заг. ред. Степанова О. П. Київ: КНУКіМ, 2015. Ч. 1. С. 248-260.
9. Корнієвський О. А. Зміна ролі та функцій держави у глобалізованому світі. Глобалізація та управління суспільними процесами: Навч. посібник. / кол. авт.: Кравченко С. О., Карлова В. В., Корнієвський О. А. та ін. К.: УкрСіч, 2016. С.102-108.
10. Корнієвський О. А. Шляхи формування соціально-правової держави // Збірник наукових праць «Політологічні студії». Кам'янець-Подільський: Кам'янець-Подільський національний університет імені Івана Огієнка, 2016. Вип.5. С. 48-56.
11. Kornievskyy Oleksandr. Open Government: Implementation in Ukraine // Building Democracies: Ukraine and Japan's Democratization. Assistance to Ukraine in 2015 / ed. By R. Shizatory, M. Rozumny, K. Hashimoto. Kyiv: «Proenix», NISS, 2016. P.411-424.
12. Корнієвський О. А. Розвиток громадянського суспільства в Україні. AUSPICIA [АУСПІЦІЯ]: міжнародний чесько-український випуск (Чехія): рецензований наук. журнал для суспільних та гуманітарних наук. 2016. С. 84-88.
13. Корнієвський О. А. Громадянське суспільство сучасної України: проблемні аспекти розвитку. Наукові праці МАУП / редкол.: М. Н. Курко (голов. ред.) [та ін.]. Київ: МАУП, 2001. Вип. 52 (1-2017). Політичні науки. Київ: ДП «Вид. Дім «Персонал», 2017. С.56-63.
14. Корнієвський О. А., Нечипоренко В. О. Сучасні виклики громадянському суспільству України в умовах політичної нестабільності. Стратегічна панорама: щоквартальний наук.-практ. журнал НІСД. 2017 № 1. С. 61-66.
15. Корнієвський О. А. Праворадикальні об’єднання в суспільно-політичному житті сучасної України. Evropsky politicky a pravni diskurz (Європейський політико-правовий дискурс). Прага (Чехія), 2019. Svazek 6. 2. vydani. C. 100-107. 
16. Oleksandr Kornievskyy, Olexii Rozumnyi. Non-Governmental Organizations as Actors of Ukrainian Politics of Memory. Przegląd Strategiczny (Strategic Review). Познань (Республіка Польща), 2019. Issue 12. P. 379-391.
17. Ołeksandr Kornijewskyj, Fyłypenko Artem [Narodowy Instytut Studiów Strategicznych]. Retrospektywna refleksja nad „porażką” w świadomości społecznej narodów Europy Środkowo – Wschodniej (Ретроспективна рефлексія «поразки» в суспільній свідомості народів Центрально-Східної Європи). // Tożsamość i pamięć: konteksty kulturowe i społeczne. Studia ukrainoznawcze / Uniwersytet Jagielloński. Kraków, Poland: Ksiegarnia Akademicka Publishing. 2020 [2021]. С. 165-182.
18. Kornievskyy O. А. Staff Training of Professional Politicians in Ukraine: Problem Aspects and ways of Solving. Reality of Politics. Estimates – Comments – Forecasts. Poland: Wydawnictwo Adam Marszalek. 2020. № 14. C. 77-89.
19. Корнієвський О.А., Перегуда Є.В., Гаврилюк Д.Ю. Громадянська освіта як фактор подолання абсентеїзму в Україні. Політичні дослідження. Political Studies. 2022, №1 (3). С. 99-120.
20. Корнієвський О. А. Взаємодія громадських об’єднань з органами влади щодо освітньої підготовки фахівців з відновлення України. Вісник Національного технічного університету України “Київський політехнічний інститут”. Політологія. Соціологія. Право : зб. наук. праць. Київ, 2023. № 1(57). С. 97-104.
21. Український волонтерський рух в умовах зовнішньої агресії.  Почесні імена України - еліта держави. Том VII. Київ: ВИДАВНИЦТВО ЛОГОС УКРАЇНА, 2023. С. 63-83.
22. Корнієвський О. А. Особливості інституціоналізації громадянського суспільства України в умовах воєнного стану. Політичне життя. 2024. № 1. С. 40-44.

## Родинні зв'язки

Батько: Корнієвський Анатолій Антонович

- Файл:Батько- Корнієвський Анатолій Антонович.jpgБатько: Корнієвський Анатолій АнтоновичБатько: Корнієвський Анатолій Антонович (10.07.1931 — 13.05.1990), мав вищу освіту, навчався на історичному факультеті Київського державного університету імені Тараса Григоровича Шевченка, останнє місце роботи — викладач філософії Чернігівського медичного училища. Мати: Корнієвська Таісія Фролівна (27.12.1930 - 13.01.2022), працювала вихователькою дитячого садочку, в системі державного страхування та на інших роботах.
- Донька: Корнієвська Оксана Олександрівна (нар. 06.06.1993), має вищу освіту, закінчила Київський національний торговельно-економічний університет.
- Сестра: Кудрявцева (Корнієвська) Ольга Анатоліївна (нар. 23.12.1960), має середню спеціальну освіту, мешкає у м. Чернігів.